# Chiesa della Beata Vergine dei Miracoli
La chiesa della Beata Vergine dei Miracoli, nota anche come chiesa della Beata Vergine al Rezzo o come chiesa della Visitazione è un edificio di culto cattolico situato a Porlezza, in provincia di Como e arcidiocesi di Milano; fa parte del decanato di Porlezza.

## Storia
Fu costruita a partire dal 1686 vicino al corso del torrente Rezzo, nei pressi del luogo dove nel biennio 1804-1805 venne costruito il cimitero di Porlezza. 
Nel 1703, la chiesa risultava ancora essere in costruzione.
Nel 1836, durante un'ondata di colera che provocò sei vittime, la chiesa fu utilizzata come lazzaretto.
Nel 1904, il sagrato e la scalinata di accesso alla chiesa vennero rimpiccioliti, al fine di rendere più fluidi i traffici lungo l'attigua strada.

## Descrizione
Internamente, spiccano dipinti di Giulio Quaglio e Pietro Antonio Pozzi (XVIII secolo). Al primo si devono in particolare due quadri conservati nelle cappelle laterali (1738) e la pala dell'altare maggiore (1742), nonché le raffigurazioni angeliche (1744) e i medaglioni (1745) che sono presenti sulle pareti che includono lo stesso altare. Al Pozzi (che operò nel 1747) si devono invece gli affreschi che ornano la cupola, la volta del presbiterio e le cappelle laterali.
L'altare maggiore (1741-1743) è in pietra di Varenna. L'ancona della Cappella della Visitazione (1768) e i gradini di entrambe le cappelle laterali (1752) sono invece opera di specialisti nella lavorazione della pietra di Viggiù.